# Mithqal
Mithqal, uneori miskal

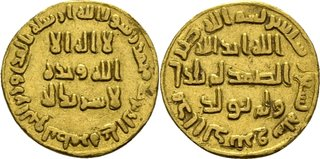
Un dinar de aur al califului omeiad Abd al-Malik, bătut la Damasc, Siria, în Anul Hegirei 75 (697/698), care cântărește aproape un 1 mithqal

, este o unitate de măsură de masă egală 4,25 grame și folosită îndeosebi pentru metale prețioase. Dinarul de aur este egal cu 1 mithqal. În lumea musulmană, acest termen poate desemna un dinar de aur.

## Etimologie
Acest cuvânt arab (în alfabetul arab: مثقال), provenit din rădăcina / radicalul semitic(ă) th.q.l (ثقل): „a cântări”, este înrudit cu cuvântul ebraic shekel (sheqel, a cărui rădăcină sh.q.l : „a cântări”).
Alte variante ale unității de masă sunt miskal (din persană sau urdu مثقال; misqāl), mithkal, mitkal și mitqal.

## Factori de conversie
| Unitate    | Mithqal | Gram       | Uncie troy   |
| ---------- | ------- | ---------- | ------------ |
| Mithqal    | 1       | 4,25       | 0,13664      |
| Gram       | 0,2353  | 1          | 0,0321507466 |
| Uncie troy | 7,3258  | 31,1034768 | 1            |